# Lom (Norwegen)
Lom ist eine Kommune im norwegischen Fylke Innlandet. Die Kommune hat 2215 Einwohner (Stand: 1. Januar 2025). Verwaltungssitz ist die Ortschaft Fossbergom. In Lom liegt der Berg Galdhøpiggen, der höchste Norwegens.

## Geografie

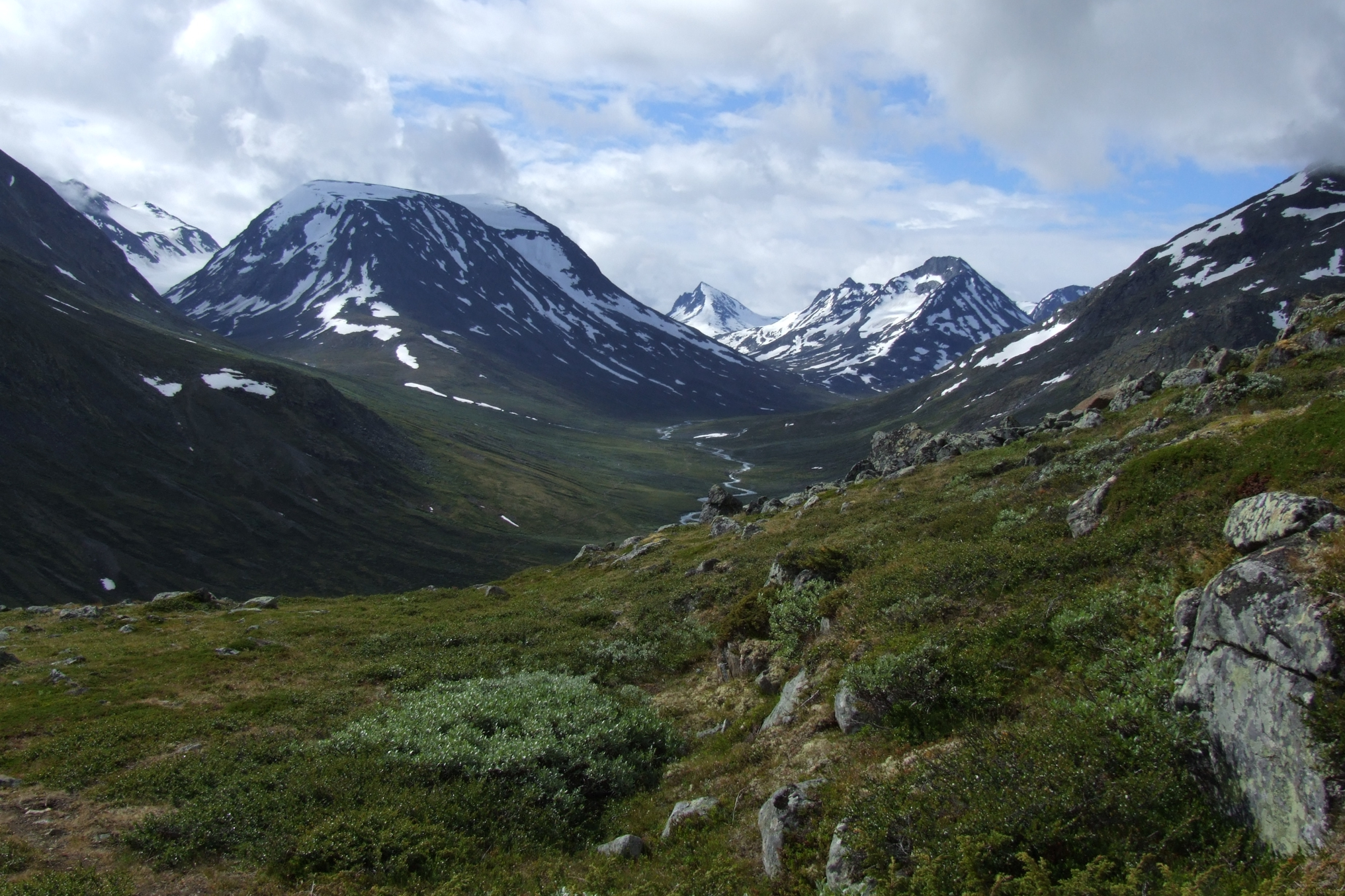
Jotunheimen

Die Gemeinde liegt im zentralen Bereich des Gebirges Jotunheimen und grenzt an Lesja im Norden, Vågå im Osten, Vang im Süden, Luster im Westen sowie Skjåk im Nordwesten. Durch den Norden Loms fließt der Fluss Otta im nach ihm benannten Tal Ottadalen. Im Westen der Gemeinde durchfließt er dabei den See Skim, im Osten den See Vågåvatnet. An der Mündung des Flusses Bøvre, der von Süden kommend durch das Tal Bøverdalen fließt, in die Otta liegt die Ortschaft Fossbergom.
Im Norden und Süden des Haupttals erheben sich Berge mit weit über 1000 moh. Etwa 90 Prozent des Gemeindeareals liegen auf Höhen von über 900 moh. Mit den Bergen Galdhøpiggen (2468,82 moh.) und Glittertinden liegen die beiden höchsten Erhebungen Norwegens in der Gemeinde. Weitere Berge in der Gemeinde sind Kyrkja, Saukampen und Stetind. Vor allem in den im Süden Loms gelegenen Bergen finden sich Gletscher wieder. Der dortige Bereich geht in den Jotunheimen-Nationalpark ein. Im westlichen Gemeindegebiet liegt ein Teil des Breheimen-Nationalparks, im nordwestlichen ein Teil des Reinheimen-Nationalparks. Das Klima in der Gemeinde gehört zu den trockensten in Norwegen, im Jahr 1911 gab es über das gesamte Jahr nur 130 Millimeter Niederschlag.

## Einwohner
Am dichtesten besiedelt ist der Bereich am Südufer der Otta. Ein kleinerer Teil der Bevölkerung lebt auch im Seitendal Bøverdalen. Die Einwohnerzahlen sind seit den 1970er-Jahren meist rückläufig. Fossbergom ist der einzige sogenannte Tettsted, also die einzige Ansiedlung, die für statistische Zwecke als eine städtische Siedlung gewertet wird. Zum 1. Januar 2024 lebten dort 839 Einwohner.
Die Einwohner der Gemeinde werden Lomvær genannt. Offizielle Schriftsprache ist wie in nur wenigen Kommunen in Innlandet Nynorsk, die weniger weit verbreitete der beiden norwegischen Sprachformen.
| Jahr          | 1986 | 1990 | 1995 | 2000 | 2005 | 2010 | 2015 | 2020 | 2025 |
| ------------- | ---- | ---- | ---- | ---- | ---- | ---- | ---- | ---- | ---- |
| Einwohnerzahl | 2704 | 2656 | 2628 | 2567 | 2467 | 2410 | 2356 | 2228 | 2215 |

## Geschichte und Kultur

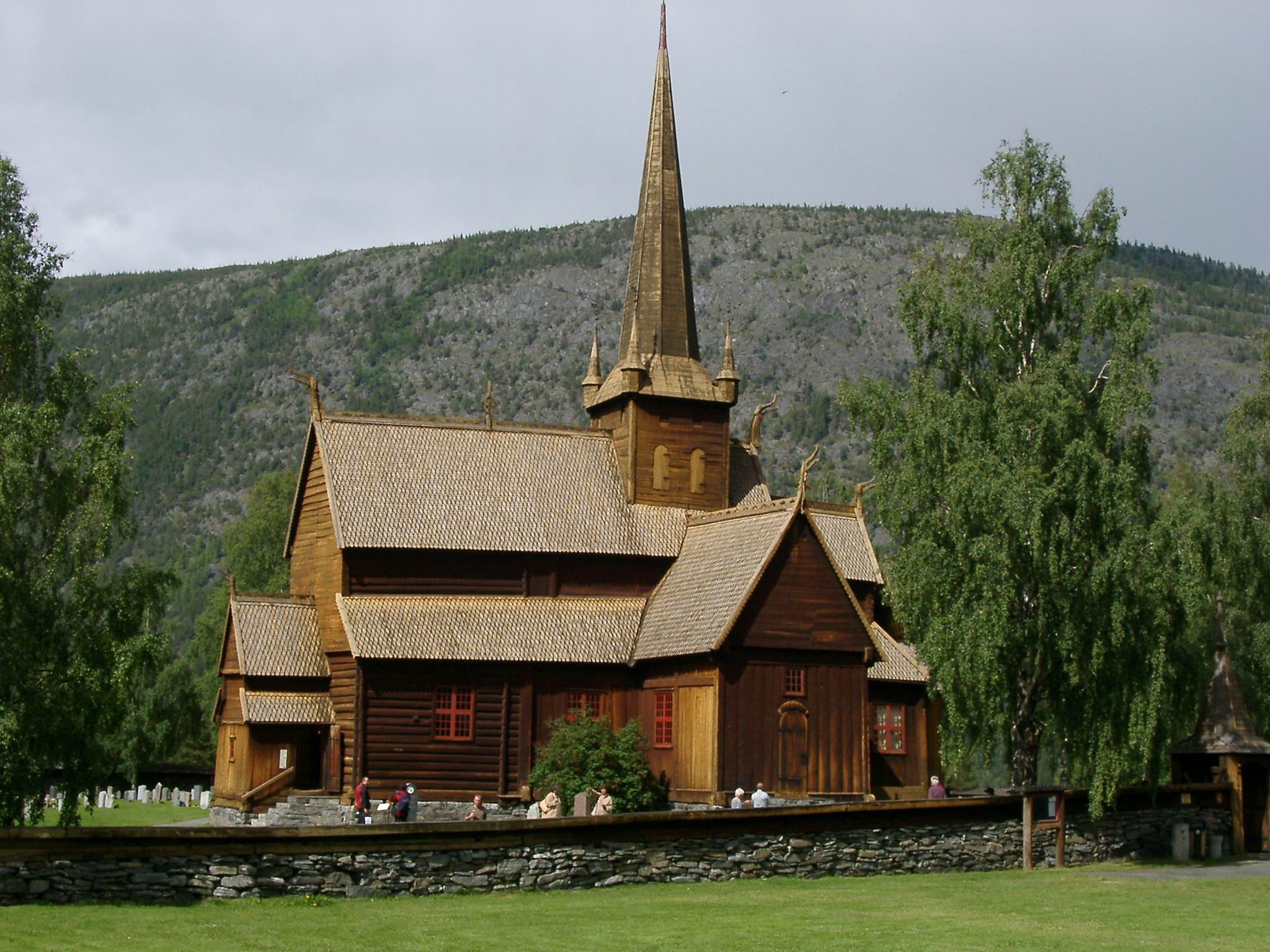
Stabkirche von Lom

Zum 1. Januar 1866 wurde die Gemeinde Skjåk mit damals 2691 Einwohnern von Lom abgespalten. Lom selbst verblieb mit 3299 Einwohnern. Bis zum 31. Dezember 2019 gehörte Lom der damaligen Provinz Oppland an. Sie ging im Zuge der Regionalreform in Norwegen in die zum 1. Januar 2020 neu geschaffene Provinz Innlandet über.
In der Gemeinde befinden sich mehrere Kirchen. Die Stabkirche Lom (Lom stavkyrkje) ist eine Stabkirche aus dem Jahr 1170. Die Stabkirche Garmo stand ursprünglich ebenfalls in der Kommune Lom. Sie wurde allerdings im Jahr 1880 abgerissen und in Lillehammer neu aufgebaut. Die Garmo kyrkje ist eine Holzkirche aus dem Jahr 1878. Eine weitere Holzkirche ist die Bøverdal kyrkje aus dem Jahr 1864. Sie hat einen achteckigen Grundriss.
In Garmo befindet sich ein unter Denkmalschutz stehender Hof. Dort liegt auch die als Geburtsort des Schriftstellers Knut Hamsun geltende Hamsunstugu. Das Freilichtmuseum Lom bygdemuseum besteht aus mehreren alten Bauernhäusern, die hier aus der Umgebung von Lom aufgebaut worden sind. Es zeigt, wie ein Bauernhof im 18. Jahrhundert ausgesehen hat. Das St. Olaf-Haus, ein Haus am Rande des Hofes, ist von historischem Interesse, weil der König Olav II. Haraldsson der Überlieferung nach hier auf seinen Reisen übernachtet hatte. Das Fossheim Steinsenter ist Norwegens größte private Ausstellung an einheimischen Kristallen und Mineralien. Das Norsk fjellsenter (das norwegische Gebirgszentrum) befasst sich mit der norwegischen Bergwelt und deren Erschließung durch den Menschen.

## Wirtschaft und Infrastruktur

### Verkehr
Parallel zur Otta verläuft der Riksvei 15. In Richtung Osten führt er zur Europastraße 6 (E6), in den Westen führt die Straße bis zur norwegischen Westküste. Bei Fossbergom zweigt der Fylkesvei 55 in den Südwesten ab. Die Straße ist auch als Sognefjellsveien bekannt und führt zum Sognefjord.
Eine Bahnanbindung besteht nicht. Es existiert eine von Vy betriebene, mehrmals täglich fahrende Fernbusverbindung nach Oslo sowie nach Måløy.

### Wirtschaft

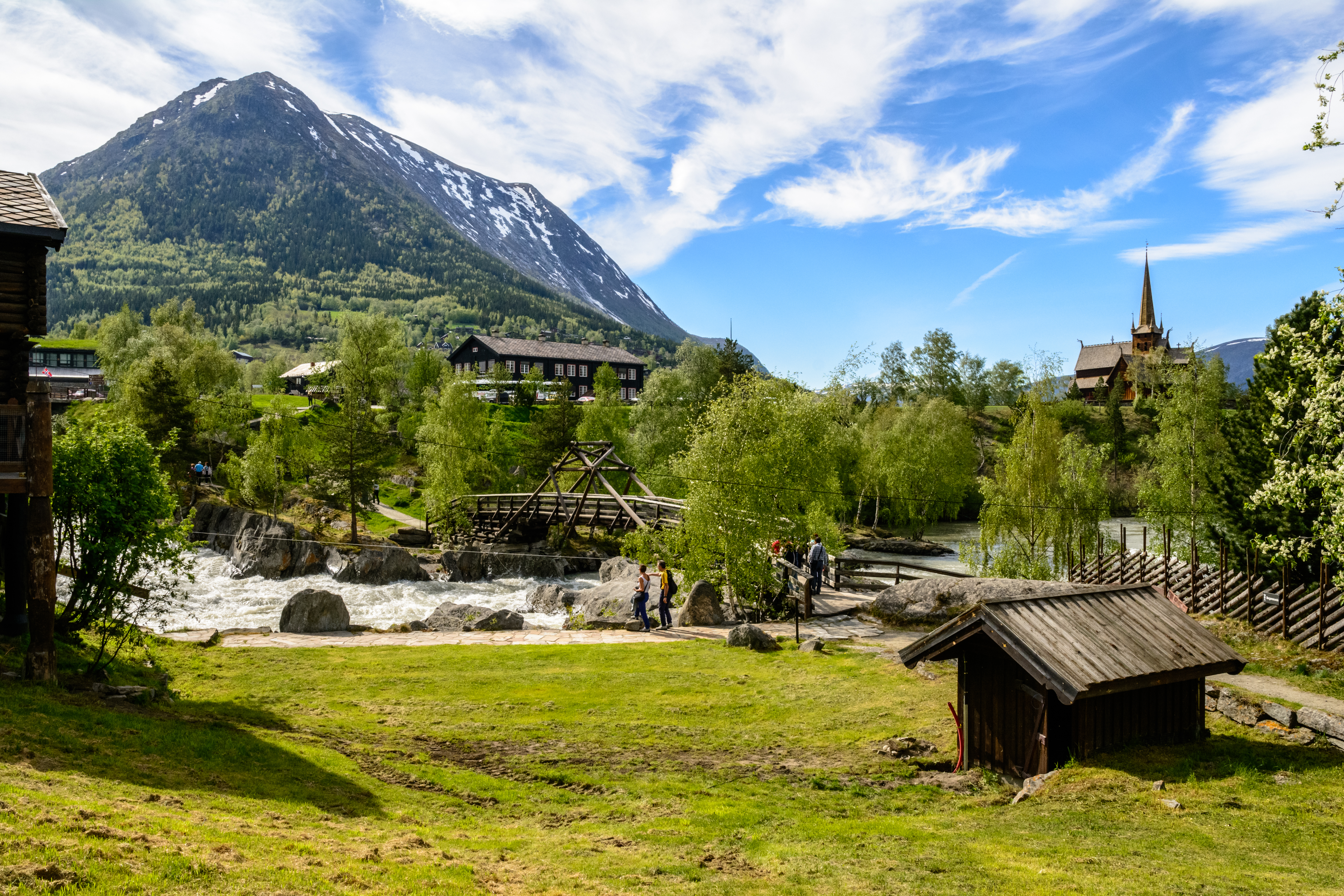
Ortschaft Fossbergom

In den landwirtschaftlich nutzbaren Flächen spielt die Landwirtschaft eine größere Rolle. Wegen des trockenen Klimas ist eine Bewässerung der Felder nötig, die durch die aus dem Gebirge kommenden Flüsse sichergestellt wird. Auf den Weiden in den Bergen werden Tiere, unter anderem Rentiere, gehalten. Ein bedeutender Wirtschaftszweig ist der Tourismus, der von der zentralen Lage im Gebirge Jotunheimen profitiert. Im Jahr 2020 arbeiteten von etwa 1150 Arbeitstätigen 761 in Lom selbst, der Rest verteilte sich auf Gemeinden wie Skjåk und Vågå.

## Persönlichkeiten
- Johan Storm (1836–1920), Sprachforscher
- Knut Hamsun (1859–1952), Schriftsteller
- Olav Aukrust (1883–1929), Lyriker
- Tor Jonsson (1916–1951), Schriftsteller
- Hans W. Brimi (1917–1998), Musiker